# Мичел (окръг, Тексас)
Окръг Мичел (на английски: Mitchell County) е окръг в щата Тексас, Съединени американски щати. Площта му е 2372 km², а населението - 9698 души (2000). Административен център е град Колорадо Сити.